# Donje Crniljevo
Donje Crniljevo (cyr. Доње Црниљево) – wieś w Serbii, w okręgu maczwańskim, w gminie Koceljeva. W 2011 roku liczyła 813 mieszkańców.